# Bình Phú (Quảng Nam)
Bình Phú is een xã in het district Thăng Bình, een van de districten in de Vietnamese provincie Quảng Nam. Bình Phú heeft ruim 13.200 inwoners op een oppervlakte van 27 km².

## Geografie en topografie
Bình Phú ligt in het zuiden van de huyện Thăng Bình en tegen de grens met Phú Ninh en Tiên Phước. De aangrenzende xã in Phú Ninh is Tam Lộc. De aangrenzende xã's in Tiên Phước zijn Tiên Sơn en Tiên Cẩm. De aangrenzende xã's in Thăng Bình zijn Bình Trị, Bình Định Nam, Bình Quý, Bình Chánh en Bình Quế.
In Bình Phú ligt het Phước Hàmeer.